# Louis-Joseph de France
Pour les articles homonymes, voir Louis de France.
Titre
Dauphin de France
22 octobre 1781 – 4 juin 1789
(7 ans, 7 mois et 13 jours)
Louis Joseph Xavier François de France (22 octobre 1781 - 4 juin 1789), est le fils aîné de Louis XVI et de Marie-Antoinette, deuxième enfant du couple royal, il était dauphin de France et héritier du trône de France. 
Il est le frère aîné de Louis XVII.
Enfant de santé fragile, il est mort à l'âge de sept ans et demi à Meudon, le 4 juin 1789, pendant les États généraux.

## Naissance, baptême et éducation

### Naissance et baptême

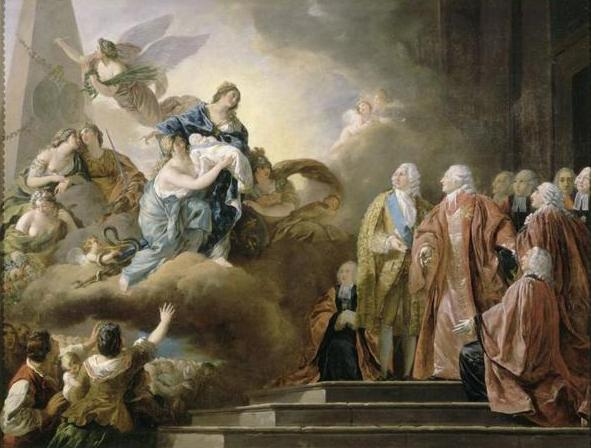
Peinture allégorique de la naissance de Louis Joseph, par François Guillaume Menageot.

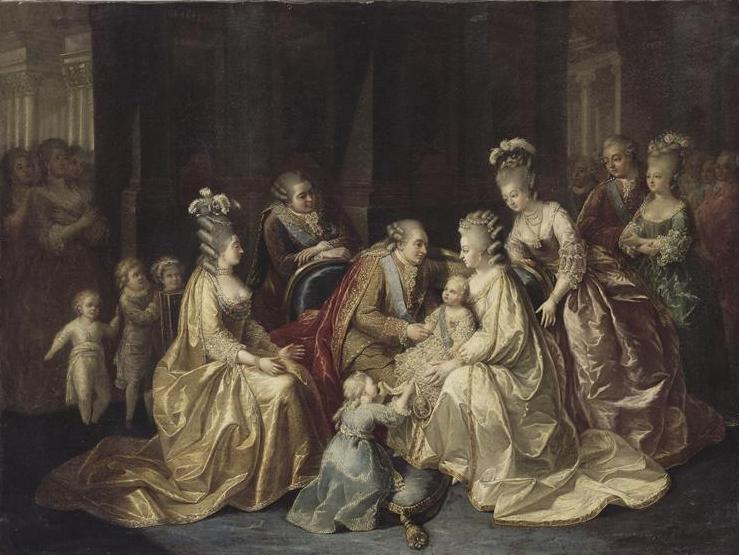
La famille royale réunie autour du dauphin Louis-Joseph né en 1781

La naissance tardive du dauphin bouleversa la famille royale, ruinant les espoirs du comte de Provence, futur Louis XVIII, jusque-là héritier du trône de France.
Louis Joseph de France est baptisé le 22 octobre 1781, jour de sa naissance, dans la chapelle du château de Versailles par Louis René Édouard de Rohan, grand aumônier de France, en présence d'Honoré Nicolas Brocquevielle, curé de l'église Notre-Dame de Versailles : son parrain est l'empereur Joseph II d'Autriche, représenté par Louis Stanislas Xavier de France, futur Louis XVIII, et sa marraine est Marie Clotilde de France, princesse de Piémont, représentée par Madame Élisabeth, sœur du roi Louis XVI.
Le docteur Pierre-Édouard Brunier, médecin des Enfants de France, lui choisit comme nourrice principale Geneviève Poitrine, qu'on accuse de lui avoir transmis la tuberculose.
En effet, selon un témoignage, plusieurs de ses enfants ont été victimes de cette maladie et le docteur Brunier lui-même était au courant.
Il est vrai que le portrait que tracent Marie-Antoinette et Madame Royale du médecin Brunier, n'est pas des plus flatteurs. 
Le roi Louis XVI choisit de nommer un gentilhomme du Dauphiné comme son premier valet de chambre : Pierre-Jean de Bourcet, ancien lieutenant de l'armée royale, qui lui sera dévoué jusqu'à sa mort.
À la naissance du dauphin, seul son oncle Louis XVIII ne semble pas s'en réjouir car ainsi il perd sa qualité d'héritier présomptif du trône. Quant aux textes et chansons relatant l'événement, il y a, comme pour la naissance de Madame Royale, les deux extrêmes, mais, dans l'ensemble, le peuple se réjouit de cette naissance.
Le cérémonial se déroule normalement et la maison du dauphin est constituée. 
Une multitude de cadeaux sont offerts aux époux : entre autres une pendule à musique et automates ainsi qu'un coffre à layette offerts par la ville de Paris.

### Éducation
Comme sa sœur, Marie-Thérèse, le dauphin est très proche de ses parents. Le roi inculque à ses enfants une certaine « simplicité de vie » : lorsque des visiteurs arrivent à Versailles, il leur demande d'appeler Louis-Joseph « Monsieur le Dauphin » à la place de « Monseigneur ».
Louis XVI, qui surveille de très près son éducation, commande au géographe Mancelle un globe terrestre transformable, montrant ainsi les terres émergées et immergées, ainsi que tout ce qui pourrait parfaire ses connaissances, comme toute une série de peintures sur peaux de bison.
Le jeune prince est décrit par tous ses contemporains comme un enfant intelligent, qui étonne par ses reparties et par sa bonté ; un jour le petit prince joue avec un camarade de jeu, qui casse une porcelaine, le coupable s'en va et le Dauphin est puni. Quand l'enfant revient pour se dénoncer, on demande à Louis-Joseph pourquoi il n'a pas dit la vérité, le petit prince répond : « Est-ce à moi d'accuser quelqu'un ? ».
Néanmoins Louis-Joseph est éduqué pour régner et montre également un certain goût pour le pouvoir et l'autorité.
Enfin, le roi fait faire un petit jardinet pour son fils près de ses appartements ; dès le printemps 1785 (il a alors 3 ans) Louis XVI vient lui-même jardiner avec son fils et lui apprendre le maniement des outils. 
Cependant, Louis XVI et Marie-Antoinette sont trop optimistes en ce qui concerne la santé du Dauphin : la reine imagine déjà lui donner en mariage sa nièce Marie-Amélie de Sicile, née en 1782.
Il eut pour compagne de jeux Adèle d'Osmond (future comtesse de Boigne, connue aujourd'hui pour ses mémoires), celle-ci résidait à Versailles, sa mère étant dame d'honneur de Madame Adélaïde.

## Maladie

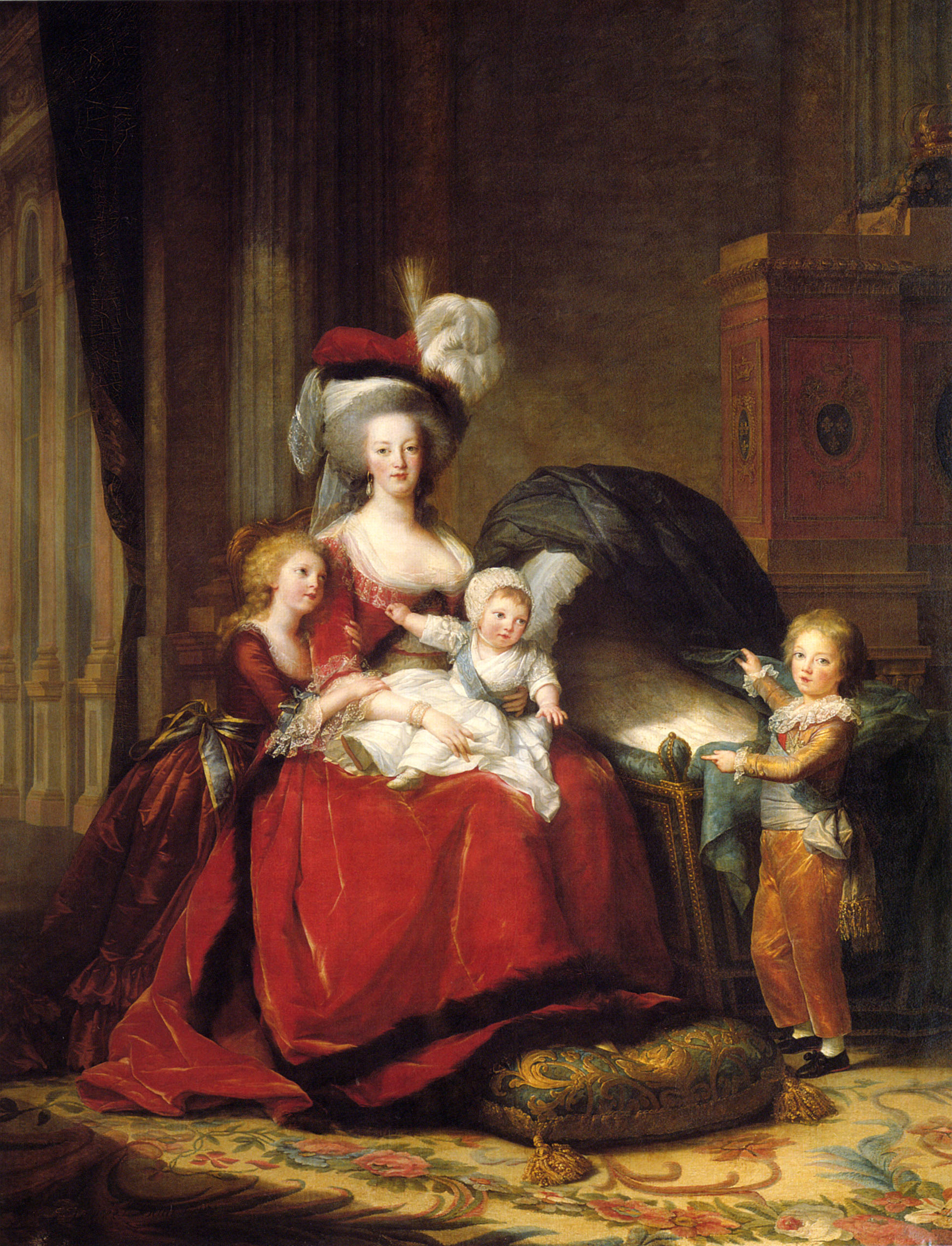
Marie Antoinette et ses enfants en 1787, par Élisabeth Vigée Lebrun. Le jeune Louis Joseph Xavier François est déjà très malade pendant la réalisation de ce tableau, le berceau vide appartenait à la petite Sophie, morte peu de temps avant

Vers avril 1784, le dauphin est pris de fortes fièvres. Il est transporté à la Muette, où il guérit vite.
En mars 1785, il subit une variolisation à la Muette. Les suites sont sans gravité, mais sa santé en reste altérée.
En avril 1786, les fortes fièvres recommencent. Le dauphin est secoué de mouvements fébriles, qui n'inquiètent que très peu son entourage. Ce sont pourtant les premiers symptômes de la tuberculose. 
On constate que son épine dorsale commence à se courber. En octobre 1786, le dauphin passe aux hommes (c'est-à-dire lorsque l'enfant atteint environ l'âge de 7 ans et qu'il quitte le monde des femmes pour celui des hommes).
Lors du cérémonial, on constate qu'il a du mal à marcher et que son corps porte des traces de vésicatoire.
Durant les années 1786 et 1787, on veut redresser l'épine dorsale du dauphin au moyen de corsets en fer.
Dès janvier 1788, il est consumé par une fièvre lente. La maladie progresse rapidement. Le Dr Petit diagnostique une carie vertébrale. 
L’enfant avait des vertèbres gangrenées et ne pouvait pas survivre. 
Selon le marquis de Bombelles, on a beaucoup trop attendu et le dauphin est perdu. « Si mon fils était celui d’un particulier, il se porterait bien », déclare la reine.
Le 4 mai 1789, il assiste au défilé des députés des États Généraux depuis un balcon, allongé sur un fauteuil. Il est peu après transporté à Meudon, en espérant que l'air qu'il y respirerait lui serait profitable ; la maladie, comme le note la reine, fait alors chez lui des « progrès effrayants ».
Louis-Joseph-Xavier(-François) est mort le 4 juin 1789 au château de Meudon à l'âge de 7 ans et demi, au grand désespoir de ses deux parents et de sa sœur, durement éprouvés.
Le 8 juin 1789, des délégations de la noblesse, du clergé et du tiers état viennent s'incliner devant la dépouille mortelle du dauphin au château de Meudon.
Son inhumation a lieu le 13 juin 1789 : son corps est alors transporté dans la basilique Saint-Denis, nécropole des rois de France, pour y être enterré, en présence de Louis-Joseph de Montmorency-Laval, cardinal et évêque de Metz, grand aumônier de la cour, d’Albert Séjan, curé de l’église royale et paroissiale de Meudon, de François-Henri d'Harcourt, gouverneur du prince défunt et d’Henri-Évrard de Dreux-Brézé, grand-maître des cérémonies, mais en l'absence du couple royal puisque l'étiquette interdisait au roi et à la reine d'être confrontés à la mort d'un tiers (et d'accompagner la dépouille jusqu'à l'enterrement). 
Son cœur fut porté à la chapelle Sainte-Anne (nommée la « chapelle des cœurs » renfermant les cœurs embaumés de quarante-cinq rois et reines de France) de l'église du Val-de-Grâce.

## Le début de la Révolution
Louis XVI demanda qu'on reculât la demande d'audience de la délégation du tiers état de quelques jours, le temps de faire son deuil. Les députés refusèrent.
« N'y a-t-il donc pas de pères, parmi ces gens-là ? » demanda-t-il alors.
« À la mort de mon cher petit Dauphin, la Nation n'a pas seulement eu l'air de s'en apercevoir. À partir de ce jour-là, le peuple est en délire et je ne cesse de dévorer mes larmes », écrit le 17 décembre 1790 Marie-Antoinette à son frère Léopold.
Son frère cadet, le duc de Normandie, le futur Louis XVII de France, alors âgé de 4 ans, lui succède comme dauphin de France.

## Titulature
- 22 octobre 1781 - 4 juin 1789 : Son Altesse Royale, le dauphin de France (naissance).

## Représentations

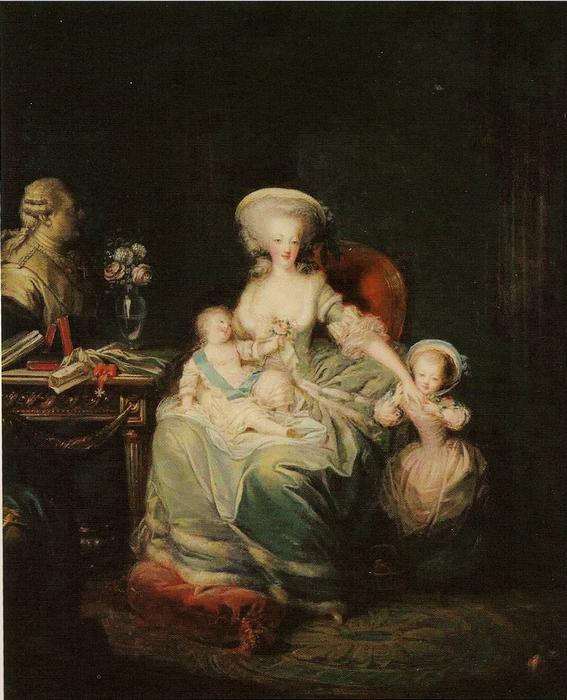
Marie-Antoinette d'Autriche, avec ses enfants : le dauphin Louis-Joseph-Xavier et sa fille Madame Royale, vers 1781, par Charles Le Clercq.
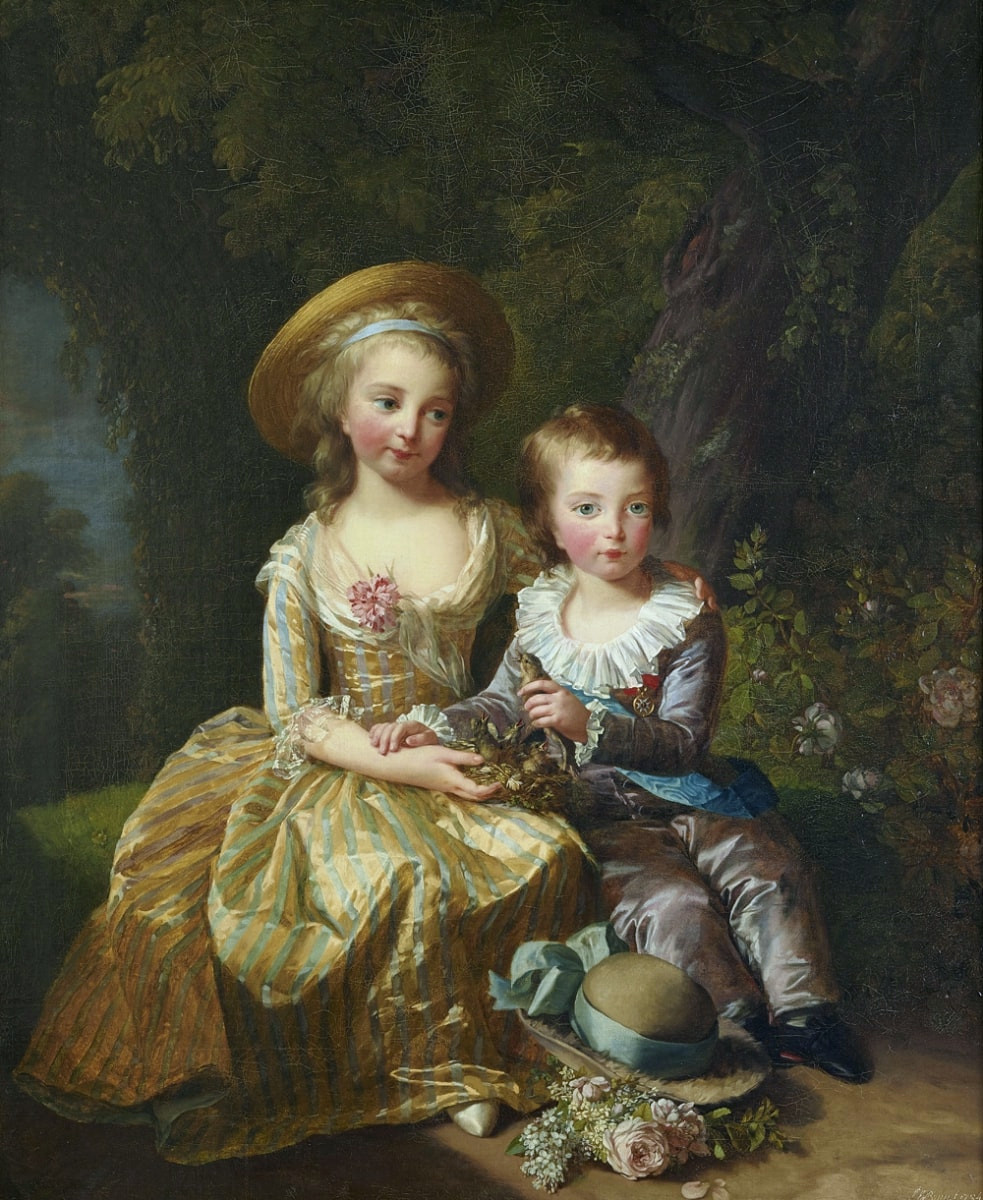
Madame Royale et son frère le dauphin Louis-Joseph, 1784, par Élisabeth Vigée Le Brun.
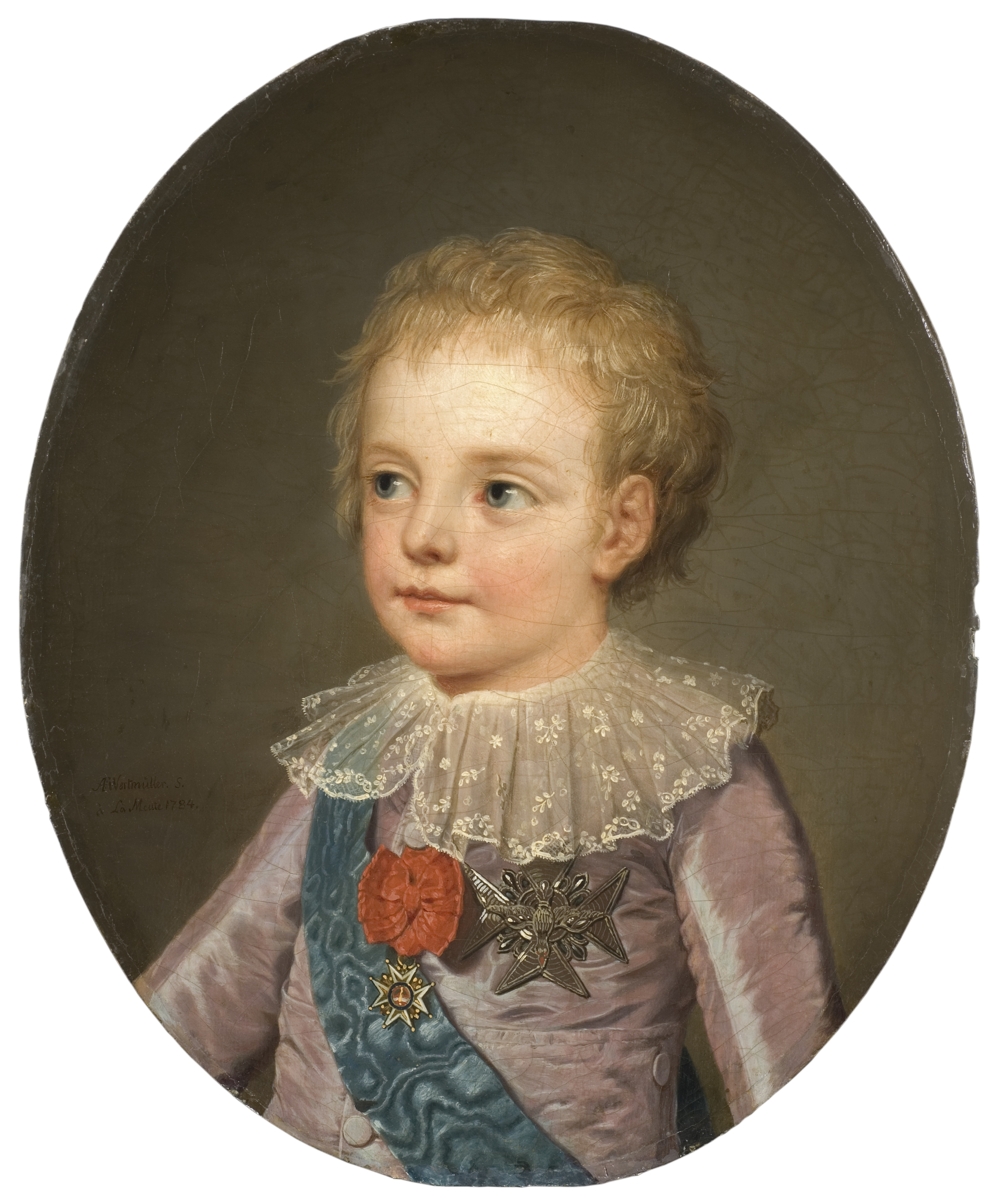
Louis-Joseph-Xavier-François, par Adolf Ulrik Wertmüller, vers 1784.
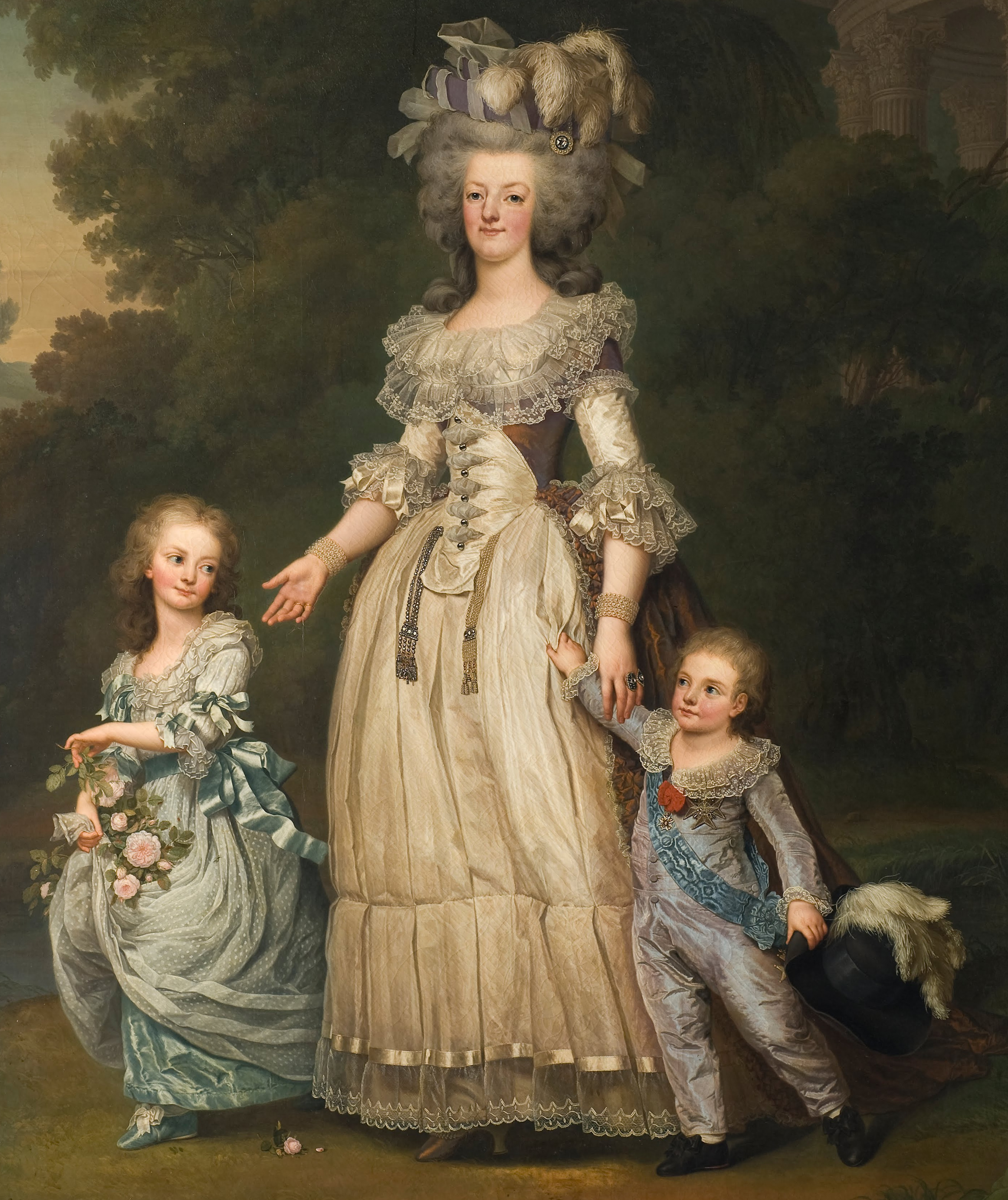
Marie-Antoinette et ses enfants: Louis-Joseph et Marie-Thérèse- Charlotte, par Adolf Ulrik Wertmuller, vers 1784-1785.
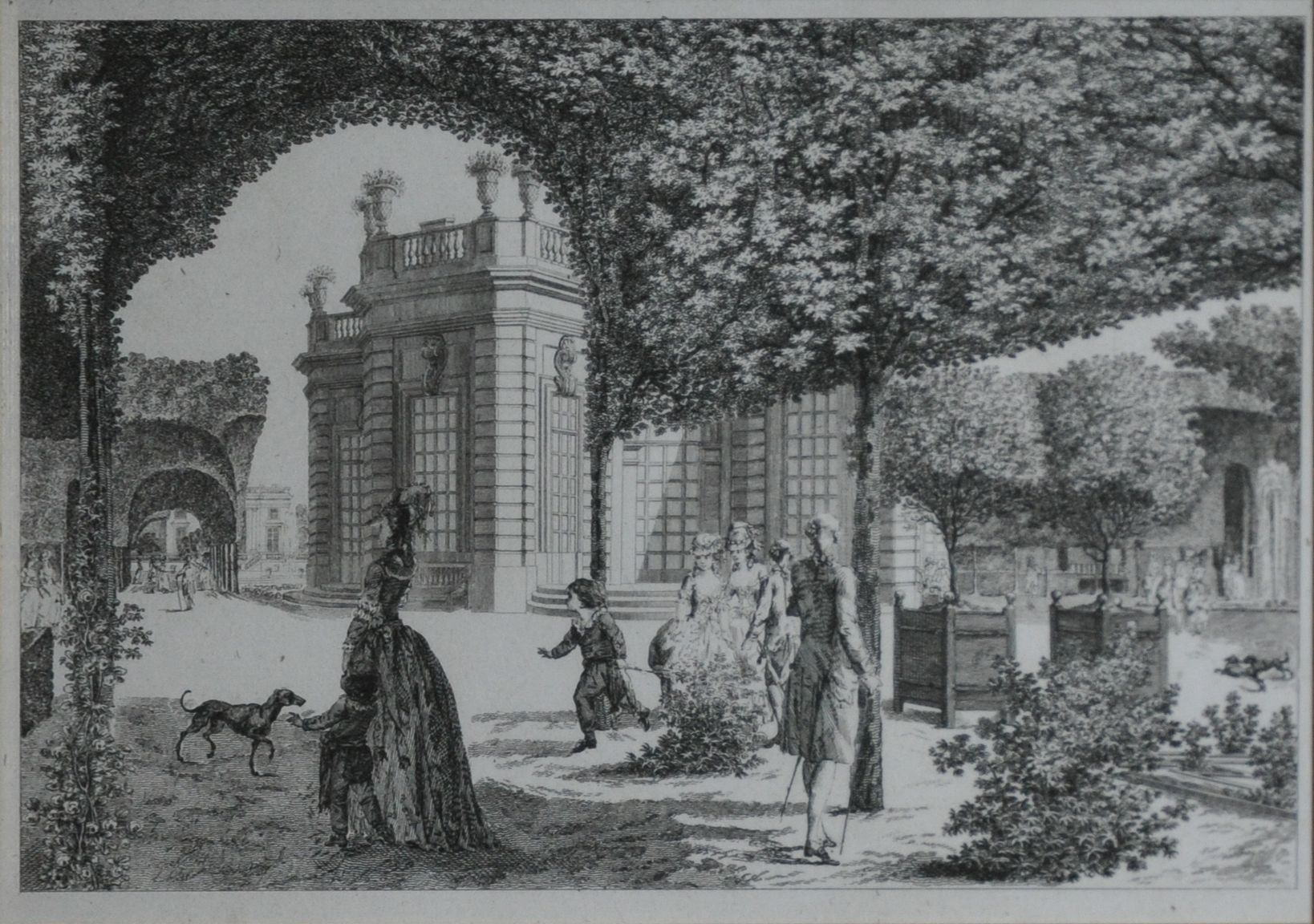
Le dauphin, avec son frère le duc de Normandie, la reine et Madame Royale, accompagnée d'Ernestine Lanbriquet, au Trianon. Gravure de François-Denis Née, d'après un dessin du chevalier de Lespinasse, vers 1789. Conservé au petit Trianon.
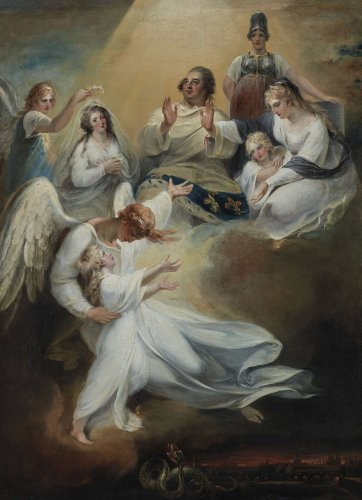
L'apothéose de Louis XVI, par William Hamilton.
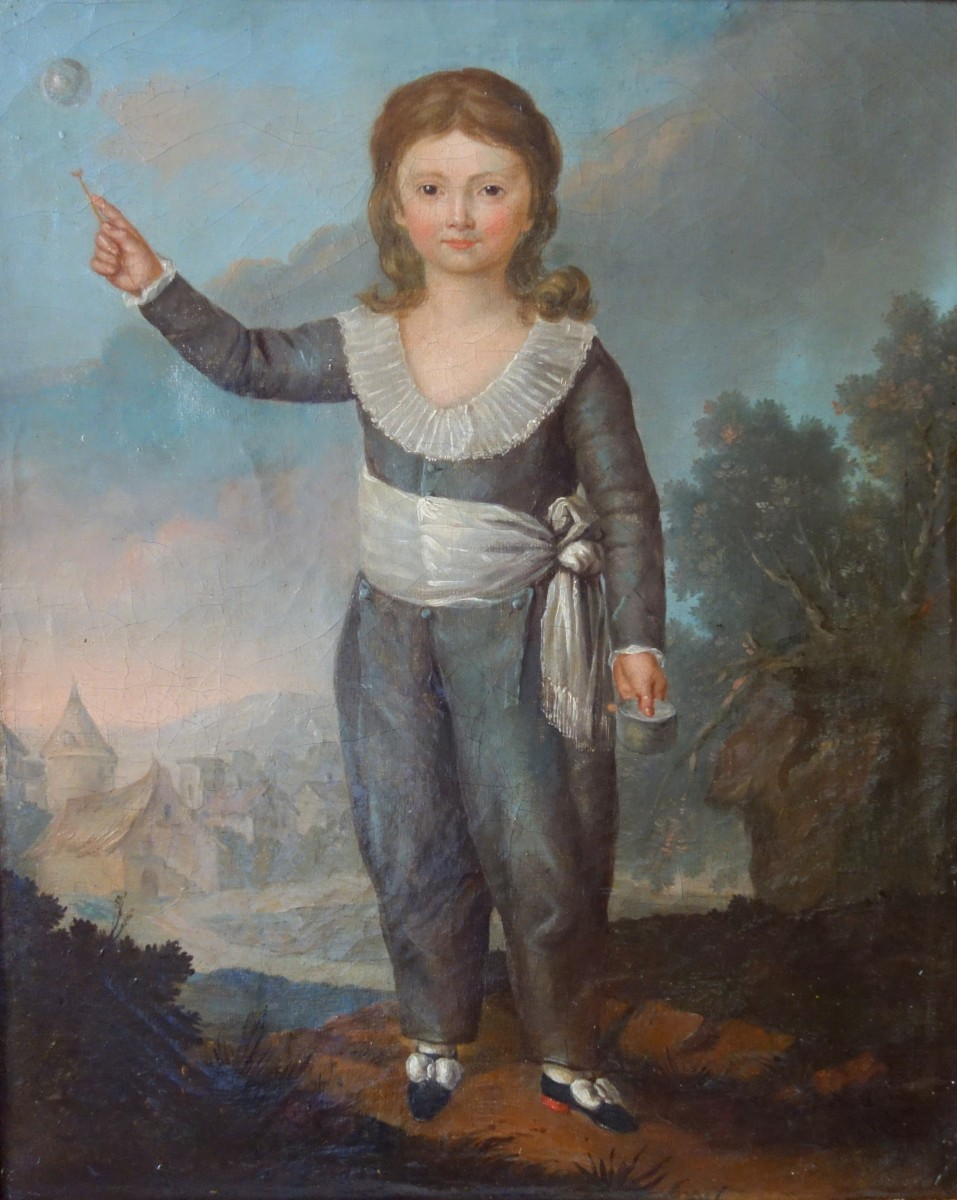
Le dauphin Louis-Joseph, École Française du XVIIIe siècle (l'enfant est raide, probablement à cause du corset qu'il doit porter).
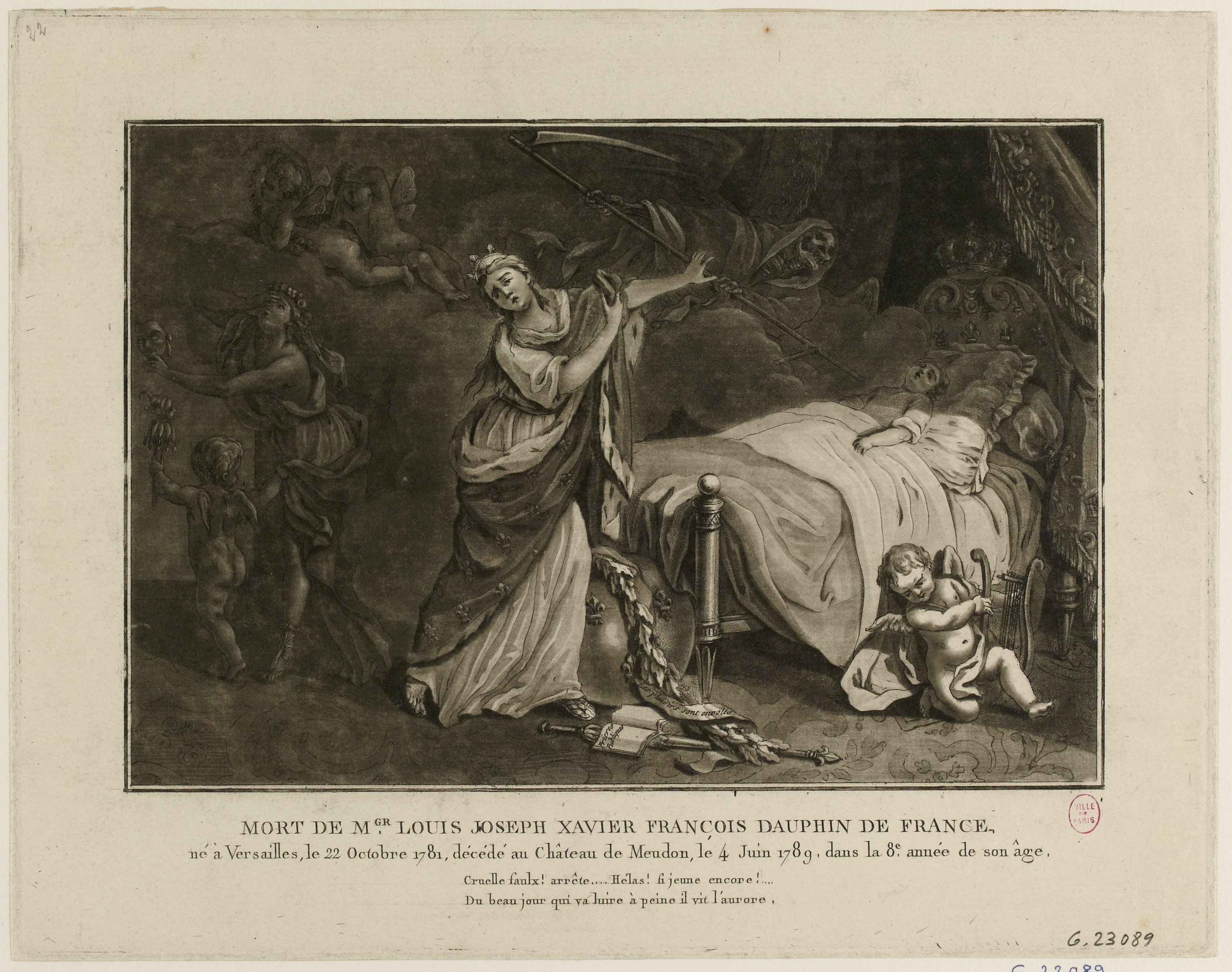
Décès du dauphin Louis Joseph le 4 juin 1789.

## Filmographie
Louis-Joseph de France est un personnage de plusieurs films portant sur la période révolutionnaire.
- L'Affaire du collier de la reine de Marcel L'Herbier (1946)
- Lady Oscar de Jacques Demy (1978) : Paul Spurrier (en)
- Lady Oscar (série télévisée d'animation) (1979)
- Marie-Antoinette, reine d'un seul amour de Caroline Huppert (1988)
- L'été de la révolution de Lazare Iglesis (1989)
- La Révolution française (Les Années lumière) de Robert Enrico et Richard T. Heffron (1989): Benji Marcus
- Jefferson à Paris de James Ivory (1995): Damien Groëlle
- Marie-Antoinette de Francis Leclerc et Yves Simoneau (2006) : Raphaël Dury
- Ce jour-là tout a changé - L'Évasion de Louis XVI de Arnaud Sélignac (2009) : Timothy Sebag